# Асоциация на звукозаписната индустрия в Америка
Асоциацията на звукозаписната индустрия в Америка (на английски: Recording Industry Association of America, RIAA) е основана през 1952 г. в САЩ. Нейната цел тогава е да създава единни стандарти за грамофонните плочи, за да може всяка една от тях да бъде прослушвана на който и да е грамофон. В днешни дни, асоциацията сертифицира продажбите на албуми и сингли и защитава правата на музикалната индустрия. Членовете ѝ включват лейбъли и разпространители на музика, които според RIAA създават, произвеждат и/или разпространяват около 85% от всичката законно продавана музика в САЩ. От 2001 г. насам RIAA изразходва над 6 милиона долара годишно за лобиране в САЩ.

## Сертификации
Албумите и синглите могат да бъдат отличени като златни, платинени, мултиплатинени и диамантени.
За да добие един албум или сингъл съответната сертификация, трябва да бъдат продадени следният брой копия:
- Златен: над 500.000 копия
- Платинен: над 1 милион копия
- Мултиплатинен: над 2 милиона копия
- Диамантен: над 10 милиона копия